# Largo Jean Monnet
Der Largo Jean Monnet ist ein Platz in der Innenstadt der portugiesischen Hauptstadt Lissabon. Er wird gebildet aus einer Erweiterung an der Einmündung der Rua Júlio César Machado in die Rua do Salitre. Seit dem 20. April 1988 trägt er den Namen von Jean Monnet (1888–1979), dem ersten Präsidenten der Hohen Behörde der Montanunion.
Der nahezu dreieckige Platz in der Stadtgemeinde Santo António liegt an der Stelle des ehemaligen Teatro do Salitre und des Tauródromo. Beide Bauten aus dem 19. Jahrhundert sind heute nicht mehr vorhanden. Im Zentrum des Platzes befindet sich eine kleine Grünanlage mit einer Büste des namengebenden Jean Monnet. 
Die rückwärtige Seite des Teatro São Jorge bildet die Ostseite des Platzes, an der nordwestlichen Seite befindet sich der Neubau des Centro Europeu Jean Monnet, einem Informationszentrum der Europäischen Union. Der Platz dient häufig als Schauplatz für Demonstrationen für oder gegen die Politik der EU.